# V.R. – Virtual Reality
V.R. – Virtual Reality, auch als Tribulation betitelt, ist ein kanadischer Science-Fiction-Thriller von André van Heerden aus dem Jahr 2000. Die Hauptrolle spielt Gary Busey. Der Film thematisiert die Abkehr vom christlichen Glauben. Im Film wird dies mit dem  Turmbau zu Babel verglichen. Der Film kam nicht in die deutschen Kinos und wurde ab dem 15. November 2001 auf DVD vermarktet.

## Handlung

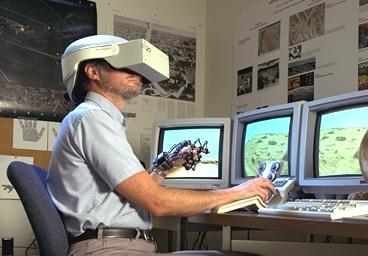
VR-Helm

Der Sektenführer Franco Macalousso strebt die Weltherrschaft an. Er predigt, die Menschen sollen seiner Organisation One Nation Earth beitreten. Als Lohn erwarte sie ein Himmelreich auf Erden, bisher Unmögliches wird möglich sein, Kranke werden geheilt. Wer sich ihm anschließt, erlangt übersinnliche Kräfte.
Doch insgeheim treibt er ein böses Spiel. Per Telekinese lässt er zwei seiner Anhänger, darunter auch Jason Quincy, zu Testzwecken in Tobsuchtsanfälle mit religiösem Wahn verfallen, sodass sie sich schließlich aus dem Fenster stürzen. Da Jason aus dem ersten Stock sprang, trägt er keine großen Verletzungen davon. Trotzdem wird er daraufhin in eine Klinik eingeliefert, weil er nach diesem Vorfall als selbstmordgefährdet gilt. Seine Schwester Suzie und weitere Verwandte besuchen ihn im Krankenhaus. Suzies Mann Tom – Polizist von Beruf – hört, wie zwei Männer vom FBI über Jason sprechen. Sie äußern Bedauern, dass Jason den Sprung aus dem Fenster überlebt habe.
Suzie und Toms Schwester Eileen lösen Jasons Fesseln und bringen ihn in einem Taxi nach Hause, um ihn vor widersinnigen Medikamentengaben zu schützen. Sie glauben ihm, dass er von okkulten Kräften zu seiner irrsinnigen Tat getrieben worden sei. Tom gelingt es die beiden FBI-Mitarbeiter, welche Jason töten wollen, abzulenken und flieht mit seinem Dienstwagen, der allerdings manipuliert wurde, sodass er einen schweren Autounfall erleidet.
Nach einigen Jahren im Koma findet er sich im Aufwachraum von besagtem Krankenhaus wieder. Sein Zimmergenosse berichtet ehrfürchtig und angsterfüllt, dass allen, die aufwachen, eine Art Brille aufgesetzt werde. Danach ist der Proband in der Regel gefügig und ordnet sich Macaloussos Regime unter. Als Erkennungsmerkmal tragen diese Personen drei Sechsen auf dem Handrücken. Wer unter dem Einfluss der Brille immer noch nicht nachgibt, wird hingerichtet. Tom flüchtet abermals aus der Klinik, bevor man ihm eine solche Brille aufsetzen kann.
Zu Hause angekommen, gibt es keinen Hinweis über den Verbleib der übrigen Bewohner. Tom sucht bei seinem unweit wohnenden Bruder Calvin Hilfe, der zu einem treuen Macalousso-Anhänger geworden ist. Dieser verleugnet sogar die Existenz seiner bibeltreuen Schwester Eileen und verlangt von Tom das Aufsetzen der Brille. Aber Tom wehrt ihn ab und flüchtet in den nahegelegenen Wald.
In die Rinde eines imposanten Baumes hatte Eileen als Teenager die Namen der drei Geschwister geritzt. Tom ist überglücklich, diesen Schriftzug zu sehen – für ihn ein Beweis, dass er nicht verrückt ist. Plötzlich springt Jason aus der Baumkrone.
Er erzählt, Eileen sei verschwunden, aber Suzie gehe es gut. Sie betreibt inzwischen zusammen mit einigen ihrer Reporterkollegen eine mobile satellitengestützte Fernsehsendestation. Die von dort gesendeten Videos rufen dazu auf, zum christlichen Glauben zurückzukehren, statt dem neuen Messias Macalousso zu folgen. 95 % der Erdbevölkerung hat der von Gott verstoßene Engel bereits unterjocht.
Tom kehrt noch einmal in Calvins Haus zurück und findet ihn tot im Sessel. Aus seinem Versteck im Wandschrank kann er ein Gespräch von Macaloussos Menschenjägern belauschen. So erfährt er, wo sich seine Frau Suzie derzeit aufhält. Ihr Ferienhaus am Rat Lake scheint die Basis für Suzies Widerstandsgruppe zu sein. Macaloussos Sicherheitstrupp empfängt jedenfalls Übertragungsignale von dort.
Nun muss er sich beeilen, um dort vor den FBI-Agenten anzukommen. Tom und Jason fahren in Calvins Wagen zur Ferienhaussiedlung am Rat Lake. Sie deponieren einen aktiven Sender als Lockmittel in einem der leerstehenden Nachbarhäuser und verminen es mit Sprengstoff.
Als Macaloussos Leute dort eindringen und wild um sich schießen, detoniert die Sprengladung, sodass keiner von ihnen überlebt.
Nun können Suzie und ihre Kollegen ohne Gefahr ein brisantes Video per Satellitenübertragung ausstrahlen, das Macalousso kompromittiert. Seine Anhänger wenden sich danach scharenweise von ihm ab.

## Hintergrund
Gedreht wurde in der kanadischen Stadt Brampton und einem Vorort von Toronto mit Namen Stouffville.
Der englische Alternativtitel lautet Apocalypse III: Tribulation. Im deutschen Fernsehen läuft er meist unter dem Titel Tribulation – V. R. Virtual Reality.

## Kritik
Das Lexikon des internationalen Films befand, die Produktion sei eine „schlicht erdachte Millenniumsfantasie“, die „ihre einfache Botschaft mit selbstbewusst vorgetragenem christlichem Sendungsbewusstsein“ erzähle.